# Canthium carinatum
Canthium carinatum là một loài thực vật có hoa trong họ Thiến thảo. Loài này được (Baker) Summerh. mô tả khoa học đầu tiên năm 1928.